# Dioctyl phthalat

Đồng phân

Dioctyl phthalate (viết tắt là DOP hay DEHP), là một loại Phthalate, tên thương mại là PALATINOL AH, tên hoá học là dioctyl phthalate, công thức hóa học là: C24H38O4, là một chất lỏng khan, trong suốt, gần như không màu, có mùi khó nhận biết được, tan trong các loại dung môi hữu cơ thông thường (hầu như không tan trong nước), có thể trộn lẫn và tương hợp với các chất hoá dẻo đơn phân tử thường được dùng trong PVC.

## Ứng dụng
Do khả năng làm dứt gãy các mạch Cacbon trong liên kết cao su của các hợp chất cao phân tử ở nhiệt độ cao nên DOP thường dùng trong các lĩnh vực sau:
- Dùng làm chất hoá dẻo cho nhựa PVC. Tạo ra các tính chất chung có lợi cho quá trình gia công và sử dụng.
- Các phương pháp gia công màng PVC hoá dẻo đặc trưng gồm cán láng (như mái nhà), ép đùn khuôn kéo sợi (các cửa lò xo) và ép đùn- thổi màng (màng bao bì).
- Thường dùng D.O.P trong quá trình tạo các loại màng tự dính.
- Dùng trong dây cáp và dây điện: thường được sản xuất bằng ép đùn. Các lĩnh vực ứng dụng quan trọng nhất của các loại dây cáp và dây điện là xây dựng, xe hơi và điên tử. PVC hóa dẻo dùng để cách ly, bao bên ngoài và cũng dùng làm chất độn bên trong cho các tấm chì lợp nhà.
- Làm chất hoá dẻo và chất phân tán cho các loại sơn phủ cellulose, cellulose acetate butyrate.